# Sisto Enrico di Borbone-Parma
Principe Sisto Enrico di Borbone-Parma, nome completo Sixto Enrique Hugo Francisco Javier de Borbón-Parma y Borbón-Busset (Pau, 22 luglio 1940), duca di Aranjuez, infante di Spagna, reggente della Comunione Tradizionalista, "portabandiera della Tradizione", è considerato Reggente di Spagna dai carlisti tradizionalisti.
Ultimogenito, ma secondo figlio maschio, di Saverio di Borbone-Parma (allora Reggente carlista, poi pretendente al trono di Spagna e Duca di Parma) e di Maddalena di Borbone-Busset, fin da giovane si dedicò alla causa del carlismo e della reazione.

## Biografia
Sisto Enrico di Borbone-Parma è nato a Pau, come sesto e ultimo figlio di Saverio di Borbone-Parma, Duca di Parma, Piacenza e Guastalla, e della duchessa consorte Maddalena di Borbone-Busset, nel bel mezzo della Seconda guerra mondiale.
Ha studiato nelle scuole dei Fratelli cristiani, dei benedettini e dei Maristi, in Francia e in Québec, crescendo andò a studiare in edifici privati religiosi per diventare uomo di legge, ma frequentò anche corsi di giurisprudenza, lingue classiche e moderne, e finanza.
Sisto Enrico di Borbone Parma, sotto lo pseudonimo di Enrique Aranjuez, si arruolò nella legione straniera spagnola nel 1965 e il 2 maggio giurò fedeltà alla bandiera spagnola con il giuramento allora in uso, che escludeva per lui ogni compromesso politico.

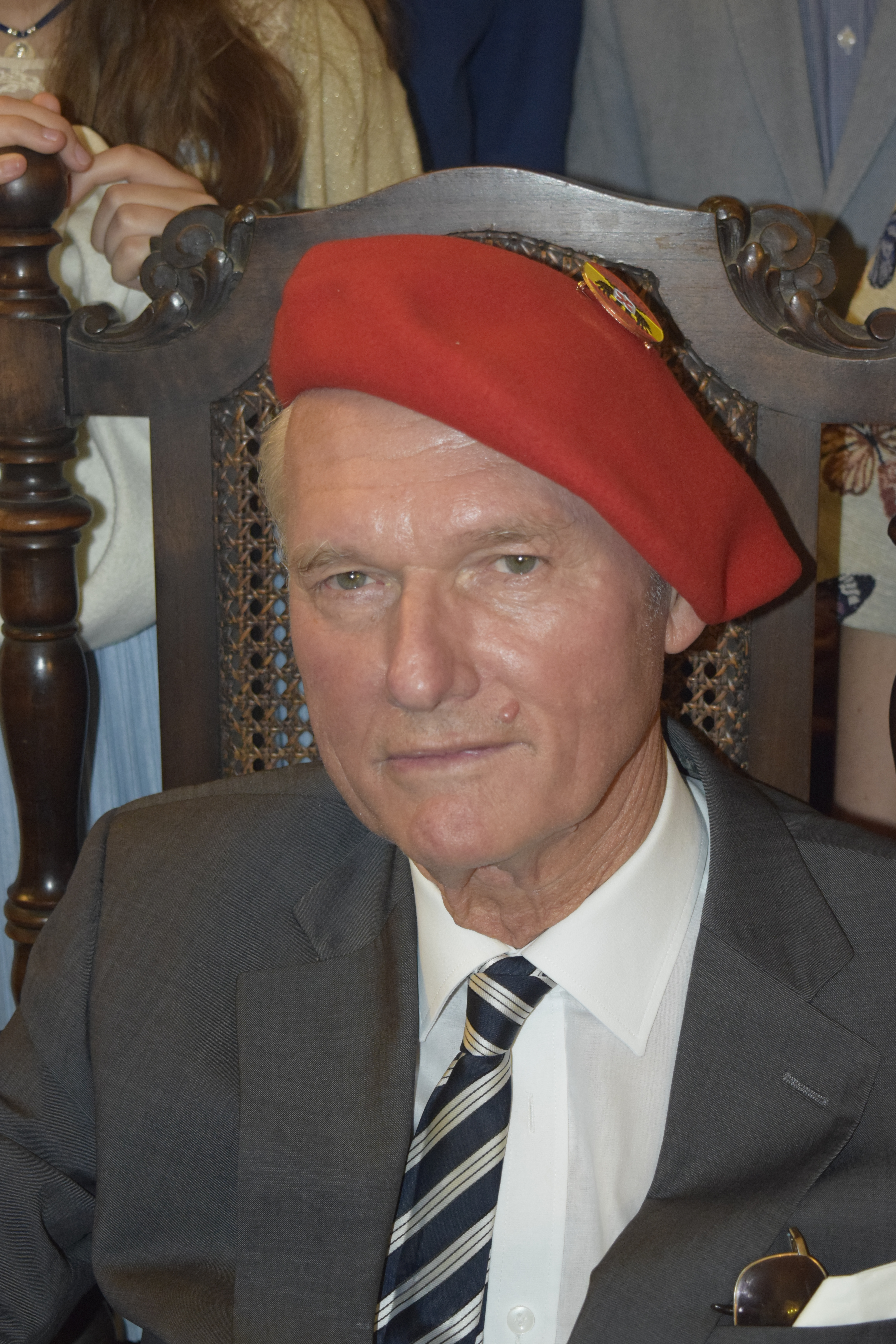
Sisto Enrico nel 2017 col tipico basco rosso carlista

I suoi seguaci sostengono che suo fratello maggiore Carlo Ugo di Borbone-Parma, Carlo IV come duca di Parma, avesse abbandonato gli ideali politici ed ideologici della sua famiglia e ritengono pertanto che sia invece Sisto Enrico il leader della Comunione Tradizionalista Carlista.
Sisto Enrico di Borbone Parma si è infatti proclamato Reggente di Spagna quando suo padre Saverio morì nel 1977, assumendo il titolo di "Portabandiera della Tradizione".
Fu presente all'ordinazione episcopale di quattro vescovi appartenenti alla Fraternità sacerdotale San Pio X da parte dell'arcivescovo Marcel Lefebvre il 30 giugno 1988 a Ecône in Svizzera e tra i primi a congratularsi pubblicamente.
Poco prima della morte i suoi sostenitori - usciti o espulsi nel corso degli anni dalla Comunione Tradizionalista Carlista - fondarono una nuova Comunione Tradizionalista su posizioni integraliste.
Nel mese di gennaio 2001, mentre attraversava l'Argentina, ebbe un grave incidente stradale, che gli rese difficoltoso camminare ed a causa di questo le sue apparizioni pubbliche sono diminuite.

## Antenati
|                                               |                                              |                                               | Genitori                                             |  |  | Nonni |  |  | Bisnonni           |  |  | Trisnonni         |  |
|                                               |                                              |                                               |                                                      |  |  |       |  |  | Carlo III di Parma |  |  | Carlo II di Parma |  |
|                                               |                                              |                                               |                                                      |  |  |       |  |  | Carlo III di Parma |  |  | Carlo II di Parma |  |
|                                               |                                              | Maria Teresa di Savoia                        |                                                      |  |  |       |  |  | Carlo III di Parma |  |  |                   |  |
| Roberto I di Parma                            |                                              |                                               |                                                      |  |  |       |  |  | Carlo III di Parma |  |  |                   |  |
|                                               |                                              | Luisa Maria di Borbone-Francia                | Carlo di Borbone-Francia                             |  |  |       |  |  |                    |  |  |                   |  |
|                                               |                                              | Luisa Maria di Borbone-Francia                | Carlo di Borbone-Francia                             |  |  |       |  |  |                    |  |  |                   |  |
|                                               |                                              | Luisa Maria di Borbone-Francia                | Carolina di Borbone-Due Sicilie                      |  |  |       |  |  |                    |  |  |                   |  |
| Saverio di Borbone-Parma                      |                                              | Luisa Maria di Borbone-Francia                |                                                      |  |  |       |  |  |                    |  |  |                   |  |
|                                               |                                              | Michele del Portogallo                        | Giovanni VI del Portogallo                           |  |  |       |  |  |                    |  |  |                   |  |
|                                               |                                              | Michele del Portogallo                        | Giovanni VI del Portogallo                           |  |  |       |  |  |                    |  |  |                   |  |
|                                               |                                              | Michele del Portogallo                        | Carlotta Gioacchina di Borbone-Spagna                |  |  |       |  |  |                    |  |  |                   |  |
| Maria Antonia di Braganza                     |                                              | Michele del Portogallo                        |                                                      |  |  |       |  |  |                    |  |  |                   |  |
|                                               |                                              | Adelaide di Löwenstein-Wertheim-Rosenberg     | Costantino di Löwenstein-Wertheim-Rosenberg          |  |  |       |  |  |                    |  |  |                   |  |
|                                               |                                              | Adelaide di Löwenstein-Wertheim-Rosenberg     | Costantino di Löwenstein-Wertheim-Rosenberg          |  |  |       |  |  |                    |  |  |                   |  |
|                                               |                                              | Adelaide di Löwenstein-Wertheim-Rosenberg     | Agnese di Hohenlohe-Langenburg                       |  |  |       |  |  |                    |  |  |                   |  |
| Sisto Enrico di Borbone-Parma                 |                                              | Adelaide di Löwenstein-Wertheim-Rosenberg     |                                                      |  |  |       |  |  |                    |  |  |                   |  |
|                                               | Enrico di Borbone-Busset, conte di Lignières | Eugenio de Bourbon-Busset, conte di Lignières |                                                      |  |  |       |  |  |                    |  |  |                   |  |
|                                               | Enrico di Borbone-Busset, conte di Lignières | Eugenio de Bourbon-Busset, conte di Lignières |                                                      |  |  |       |  |  |                    |  |  |                   |  |
|                                               | Enrico di Borbone-Busset, conte di Lignières | Ide de Calonne dei marchesi di Courtebonne    |                                                      |  |  |       |  |  |                    |  |  |                   |  |
| Giorgio di Borbone-Busset, conte di Lignières | Enrico di Borbone-Busset, conte di Lignières |                                               |                                                      |  |  |       |  |  |                    |  |  |                   |  |
|                                               |                                              | Adrienne dei marchesi di Mailly-Nesle         | Adrien, marchese di Mailly-Nesle                     |  |  |       |  |  |                    |  |  |                   |  |
|                                               |                                              | Adrienne dei marchesi di Mailly-Nesle         | Adrien, marchese di Mailly-Nesle                     |  |  |       |  |  |                    |  |  |                   |  |
|                                               |                                              | Adrienne dei marchesi di Mailly-Nesle         | Eugénie de Lonlay dei marchesi di Villepail          |  |  |       |  |  |                    |  |  |                   |  |
| Maddalena di Borbone-Busset                   |                                              | Adrienne dei marchesi di Mailly-Nesle         |                                                      |  |  |       |  |  |                    |  |  |                   |  |
|                                               |                                              | René de Kerret, visconte di Quillien          | Charles de Kerret, visconte di Quillien              |  |  |       |  |  |                    |  |  |                   |  |
|                                               |                                              | René de Kerret, visconte di Quillien          | Charles de Kerret, visconte di Quillien              |  |  |       |  |  |                    |  |  |                   |  |
|                                               |                                              | René de Kerret, visconte di Quillien          | Marie Lefebvre de la Faluere dei signori di Jalanges |  |  |       |  |  |                    |  |  |                   |  |
| Jeanne de Kerret dei visconti di Quillien     |                                              | René de Kerret, visconte di Quillien          |                                                      |  |  |       |  |  |                    |  |  |                   |  |
|                                               |                                              | Marie Léonie Gautier                          | Joseph Gautier                                       |  |  |       |  |  |                    |  |  |                   |  |
|                                               |                                              | Marie Léonie Gautier                          | Joseph Gautier                                       |  |  |       |  |  |                    |  |  |                   |  |
|                                               |                                              | Marie Léonie Gautier                          | Claudine Benoîte Vespre                              |  |  |       |  |  |                    |  |  |                   |  |
|                                               |                                              | Marie Léonie Gautier                          |                                                      |  |  |       |  |  |                    |  |  |                   |  |